# Classification de Duchaufour
La classification de Duchaufour est la classification fondamentale en pédologie. Elle classe les sols suivant leurs facteurs de pédogenèse, l'évolution des sols et leur fonctionnement.
1 - Sols à faible altération chimique
- Sols peu évolués d'apport
- Sols peu évolués d'érosion
- Sols des zones à climats extrêmes

2 - Sols à altération biochimique dominante
- Sols humifères désaturés
- Sols calcimagnésiques
- Sols brunifiés
- Sols podzolisés

3 - Sols à pédioclimats contrastés
- Sols mélanisés
- Vertisols

4 - Sols à altération géochimique dominante
- Sols fersiallitiques
- Sols ferrugineux
- Sols ferrallitiques

5 - Sols liés à des conditions physico-chimiques des stations
- Sols hydromorphes
- Sols salsodique